# Hypolimnas anthedon
Espèce
Hypolimnas anthedon est une espèce d'insectes lépidoptères de la sous-famille des Nymphalinae (famille des Nymphalidae).

## Dénomination
Hypolimnas anthedon a été décrit en 1845 par Edward Doubleday sous le protonyme Diadema anthedon.
Synonymes : Diadema damoclina Trimen, 1869 ; Papilio dubius Palisot de Beauvois, [1813-1830] ; Hypolimnas dubius poensis Rothschild, 1918.

### Noms vernaculaires
Hypolimnas anthedon se nomme en anglais Variable diadem ou Variable Eggfly.

### Sous-espèces
- Hypolimnas anthedon anthedon (Doubleday, 1845) - Sierra Leone et Kenya
- Hypolimnas anthedon drucei (Butler, 1874) - Madagascar, Comores et ile Maurice
- Hypolimnas anthedon mayottensis - Mayotte.
- Hypolimnas anthedon wahlbergi (Wallengren, 1857) - Kenya et au KwaZulu-Natal

## Description
C'est un grand papillon marron à noir orné de blanc à beige d'une envergure de 75 mm à 80 mm pour le mâle et de 74 mm à 90 mm pour la femelle. Les ailes antérieures sont noires marquées de taches blanches pouvant former une bande blanche alors que les ailes postérieures, blanches marquées de veines noires n'ont qu'une large bordure noire.
Le revers des antérieures est marron avec des taches blanches organisées en lignes alors que le revers des postérieures est de totalement blanc à veines noires à blanc avec une bordure foncée plus ou moins large.

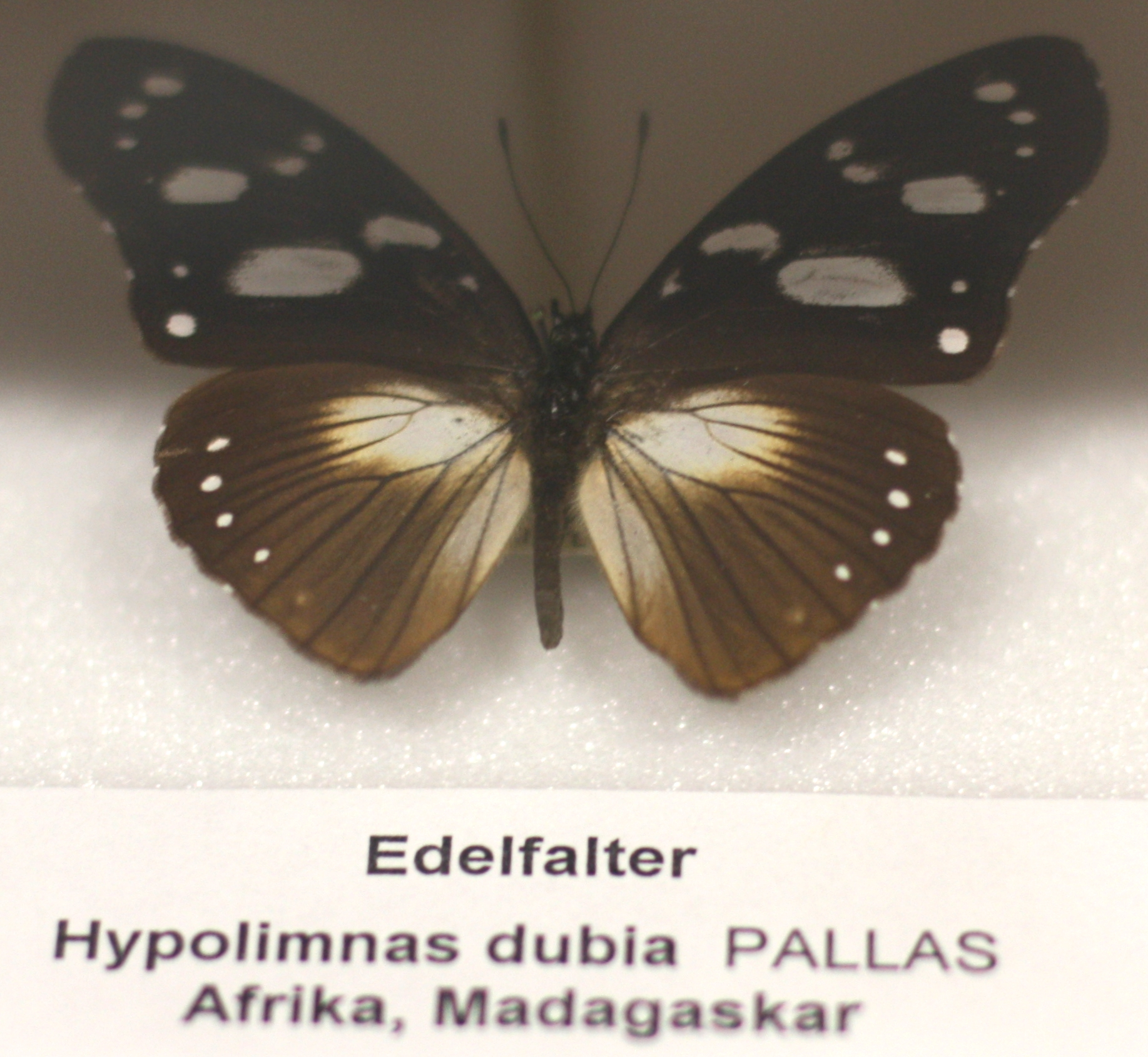
Hypolimnas anthedon drucei.

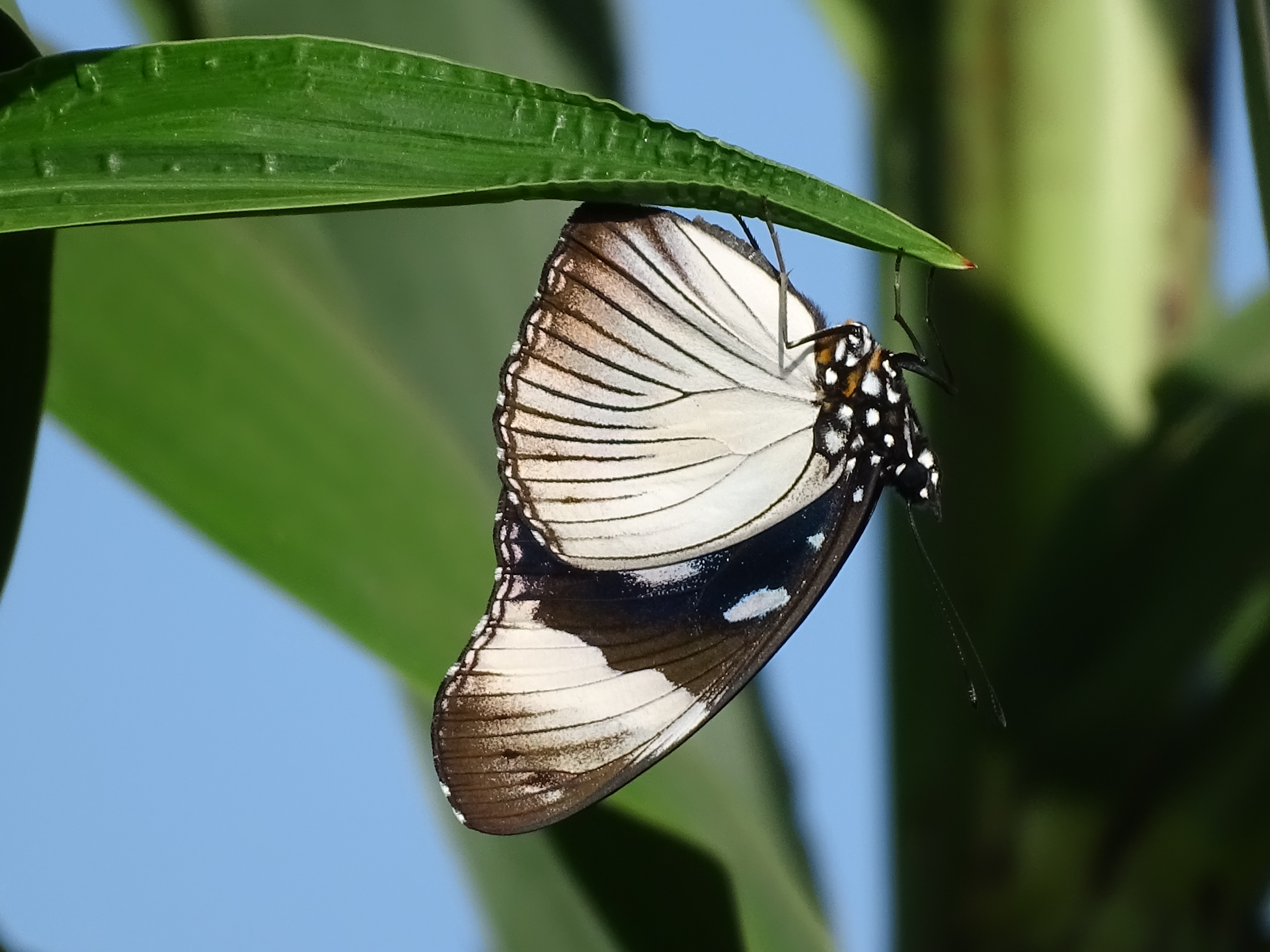
Hypolimnas anthedon près de la rivière Pendjari au Bénin. Octobre 2021.

## Biologie

### Période de vol
Il vole toute l'année.

### Plantes hôtes
Les plantes hôtes sont des Fleurya, Urera camerooensis, Urera camerooensis, Urtica, et Berkheya.

## Écologie et distribution
Il est présent dans le centre de l'Afrique, à Madagascar, aux Comores, à Mayotte et à l'ile Maurice. 

### Protection
Pas de statut de protection particulier.